# Мечеть Ан-Нур (Ділі)
Мечеть Ан-Нур (порт. Mesquita An-Nur) — мечеть у районі Алор, Ділі, Східний Тимор.

## Історія
Спочатку мечеть побудована в 1955 році з ініціативи Хасана бін Абдулаха Балатіфа, голови району Алор. 20 березня 1981 року мечеть реконструйовано.

## Архітектура
Мечеть складається з двох поверхів, на першому поверсі знаходиться головний молитовний зал, а на верхньому — школа.